# Iarnă

Animație ce arată zonele acoperite de zăpadă pe parcursul unui an.

Iarna este unul din cele patru anotimpuri ale zonei temperate. Vremea este mai rece în perioada iernii, fiind anotimpul cu cele mai mici temperaturi, zilele cele mai scurte și nopțile cele mai lungi.

## Iarnă astronomică
Iarna astronomică de pe planeta noastră durează de la solstițiul de iarnă până la echinocțiul de primăvară, adică în emisfera nordică din 22 decembrie până în 21 martie, iar în emisfera sudică din 22 iunie până în 21 septembrie. În diferiți ani, aceste momente astronomice cad în momente diferite adică în zilele specificate.

## Sărbătorile de iarnă
- Ajunul Crăciunului
- Crăciun
- Ajunul Anului Nou
- Anul Nou

## Galerie de imagini

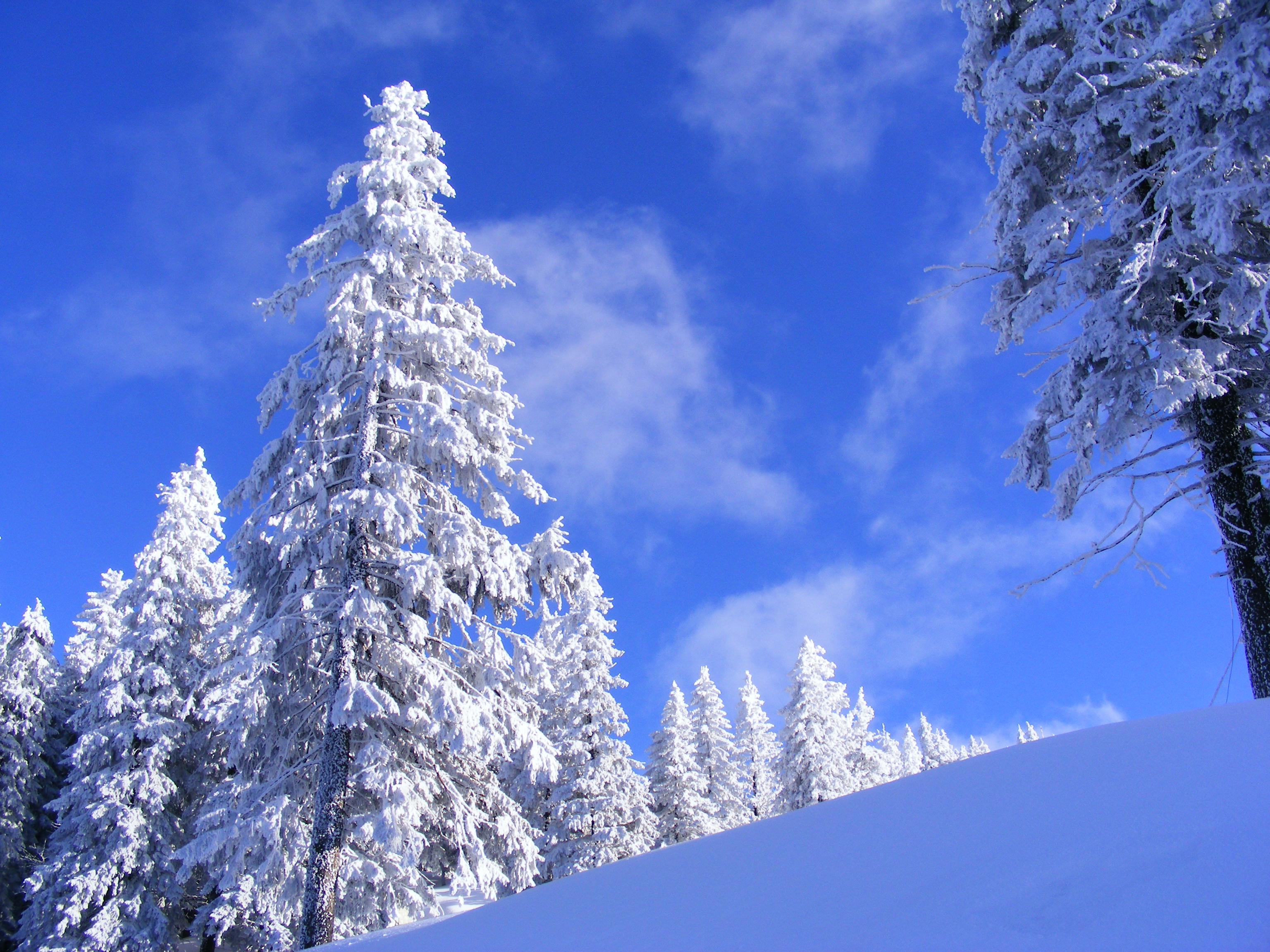
În multe părți ale lumii, iarna este asociată cu îngheț, zăpadă și gheață. Iarna în Masivul Postăvarul.
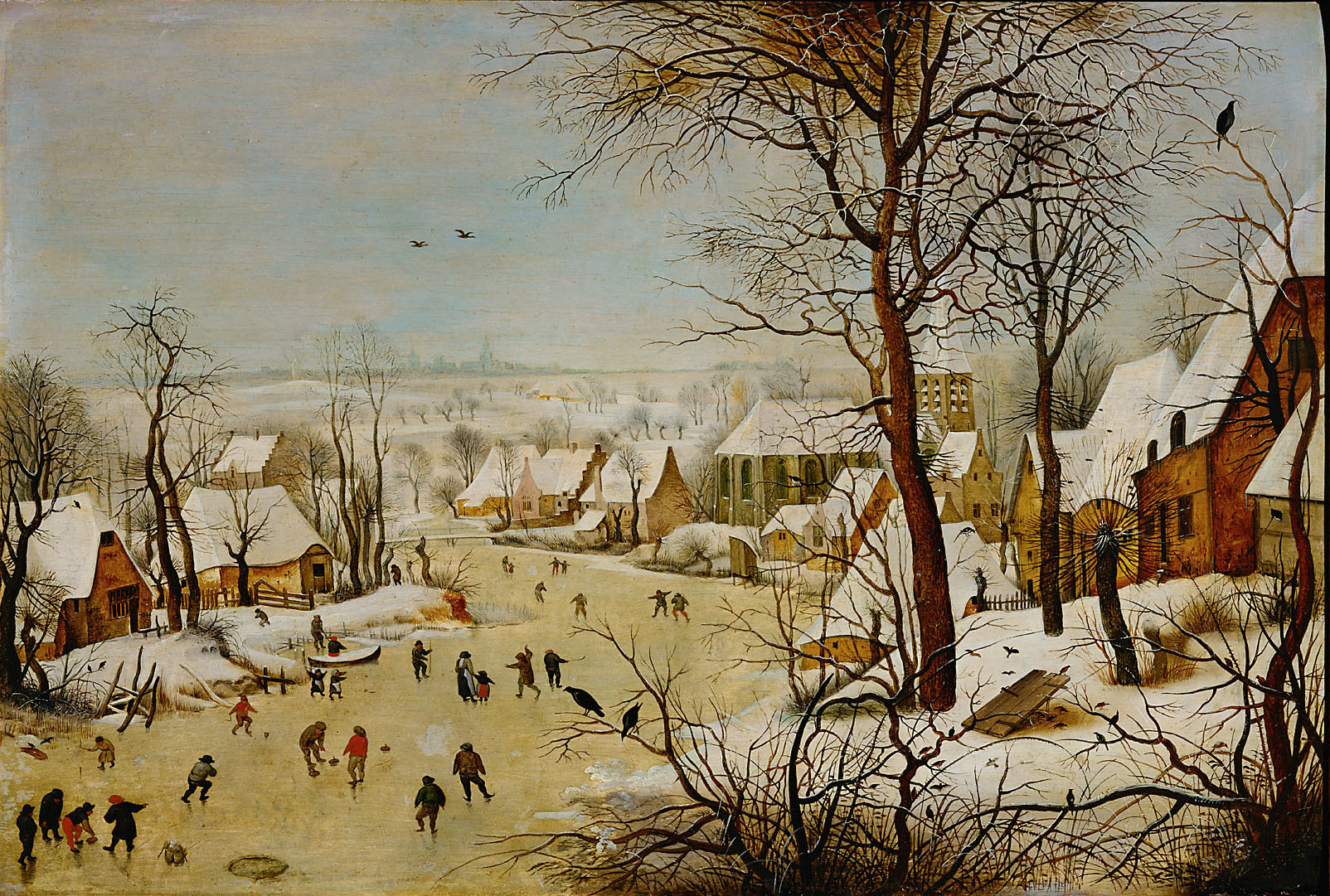
Pieter Bruegel cel Bătrân Iarna, (1565)
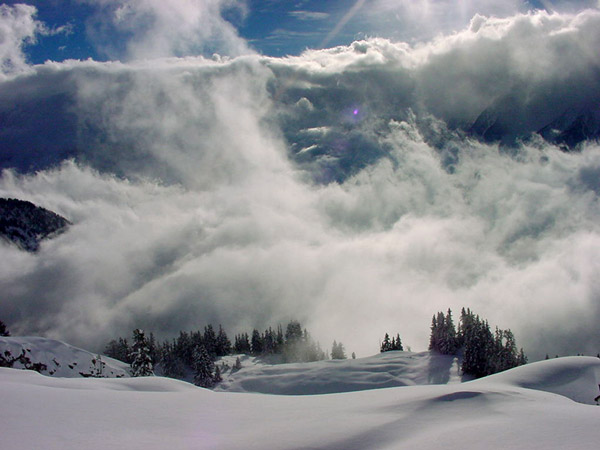
Peisaj de iarnă
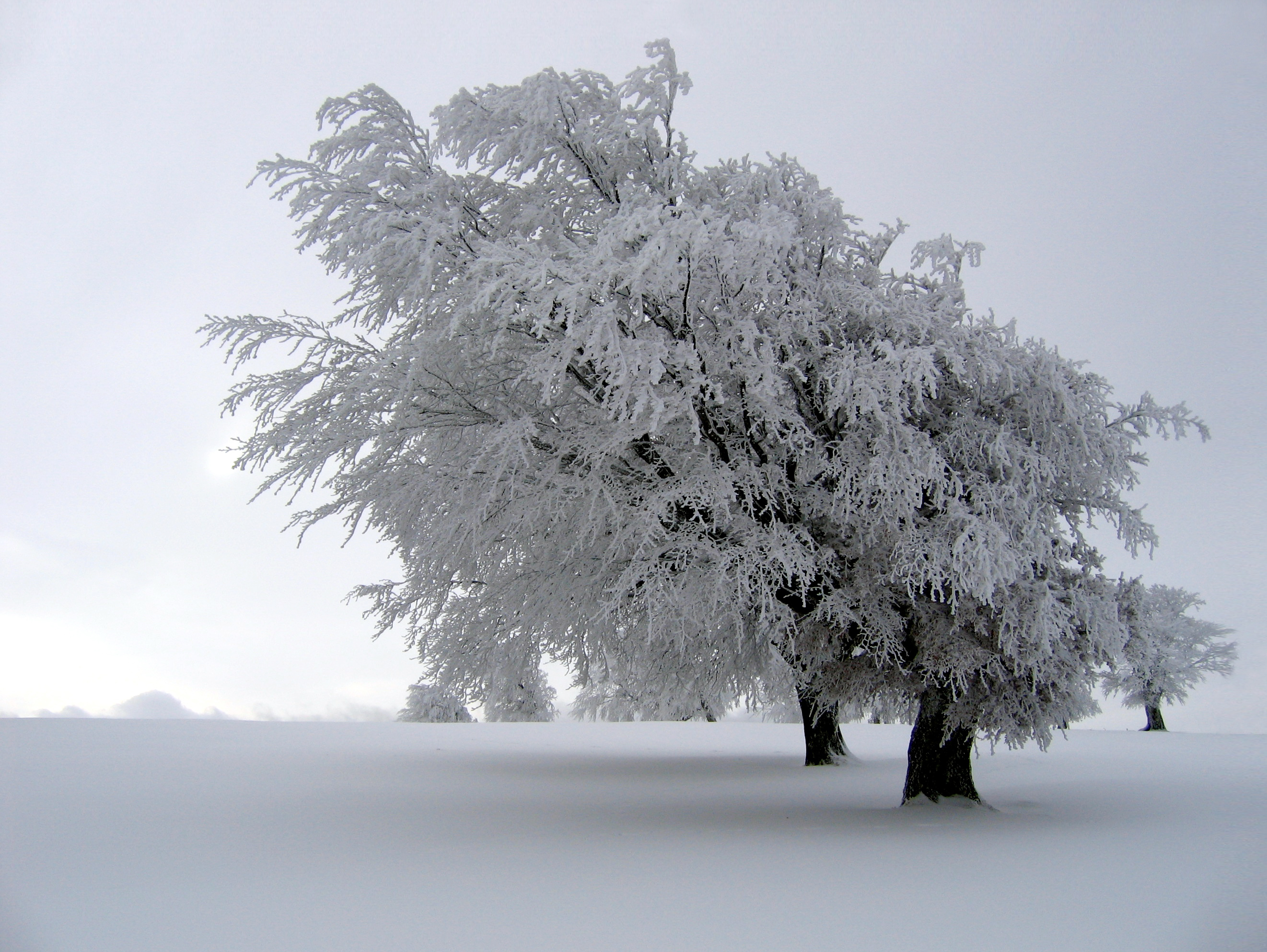
Peisaj de iarnă